# Nabumeton
Nabumeton (handelsnamn Relifex) är ett så kallat NSAID-läkemedel (från engelskans non-steroid-antiinflammatory-drugs) som främst används mot smärta och stelhet vid artros (ledförslitning).